# 彭昉
彭昉（1470年—1528年），字寅甫，號西枝，蘇州衛軍籍，江西臨江府清江縣人，明朝政治人物。

## 生平
正德五年（1510年）庚午科應天鄉試第一百三名舉人，六年（1511年）中式辛未科會試第七十八名，三甲第一百八十一名進士。授公安縣知縣，謫德慶州判官，升新會縣知縣。

## 家族
曾祖彭仲英；祖父彭斌；父彭淳，母劉氏。永感下。兄彭時，弟彭暐。子彭年、彭科。彭年女嫁文彭子文元發。